# Keurusselkä
Keurusselkä est un lac de Finlande-Centrale entre les municipalités de Keuruu au nord et Mänttä au sud. Il couvre une superficie de 117,3 km2. Sa profondeur moyenne est de 6,4 m et sa profondeur maximale est de 40 m. Sa surface se trouve à 105,4 m au-dessus du niveau de la mer. Le lac a 27 km de long et fait partie du réseau hydrographique Kokemäenjoki,,. Le Keurusselkä gagne un peu de renommée internationale en 2004 quand deux géologues amateurs y ont découvert l'astroblème de Keurusselkä, un ancien impact de météorite sous la partie ouest du lac.

## Problèmes environnementaux
En 1986, la région du Keurusselkä est anormalement contaminée (70 kBq/m²) par du Césium radioactif, 137Cs provenant de la Catastrophe nucléaire de Tchernobyl. En 2003, plusieurs poissons près de Mänttä ont encore un taux de césium plus élevé que près de la Centrale nucléaire d'Olkiluoto et de Loviisa, qui abritent les centrales nucléaires de Finlande. Cette anomalie est due à la différence d'absorption de césium entre l'eau douce et l'eau saumâtre ou salée. Cependant, la concentration est trop basse pour que la consommation de poissons soit dangereuse pour la santé.
En plus de la radioactivité, la qualité de l'eau du lac est réduite par l'acide humique et les eaux d'égouts. À l'exception de ces derniers, l'eau est de bonne qualité et la partie centrale est de qualité presque parfaite. Le lac est considéré bon pour la pêche et les populations de Esox lucius et de Perca fluviatilis sont grandes.

## Impact de météorite
Le lac Keurusselkä recouvre un ancien cratère de météorite qui fut découvert par des géologues amateurs en 2003. Des shatter cones, formations rocheuses typiques des impacts météoritiques, ont été trouvés dans une aire de 11,5 km de diamètre, mais il est possible que le cratère d'origine soit plus grand. Certaines données suggèrent un anneau circulaire de 10 à 30 km de diamètre. Ceci ferait du Keurusselkä le plus large impact météoritique connu de Finlande, surpassant celui du Lappajärvi. En plus des shatter cones, des études de lames minces au microscope ont permis d'identifier des quartz choqués.
La datation argon-argon d'une Pseudotachylite provenant du pic principal de la structure du Keurusselkä date du Mésoprotérozoïque de 1,14-1,15 Ga (milliard d'années) pour l'impact, ce qui en fait le plus vieil impact connu en Europe.